# U-378 (tàu ngầm Đức)
U-378 là một tàu ngầm tấn công  Lớp Type VII thuộc phân lớp Type VIIC được Hải quân Đức Quốc Xã chế tạo trong Chiến tranh Thế giới thứ hai. Nhập biên chế năm 1941, nó đã thực hiện được tám chuyến tuần tra và đánh chìm được một tàu chiến tải trọng 1.920 tấn. Trong chuyến tuần tra cuối cùng, U-378 bị máy bay xuất phát từ tàu sân bay hộ tống Hoa Kỳ USS Core đánh chìm giữa Đại Tây Dương vào ngày 20 tháng 10, 1943.

## Thiết kế và chế tạo

### Thiết kế

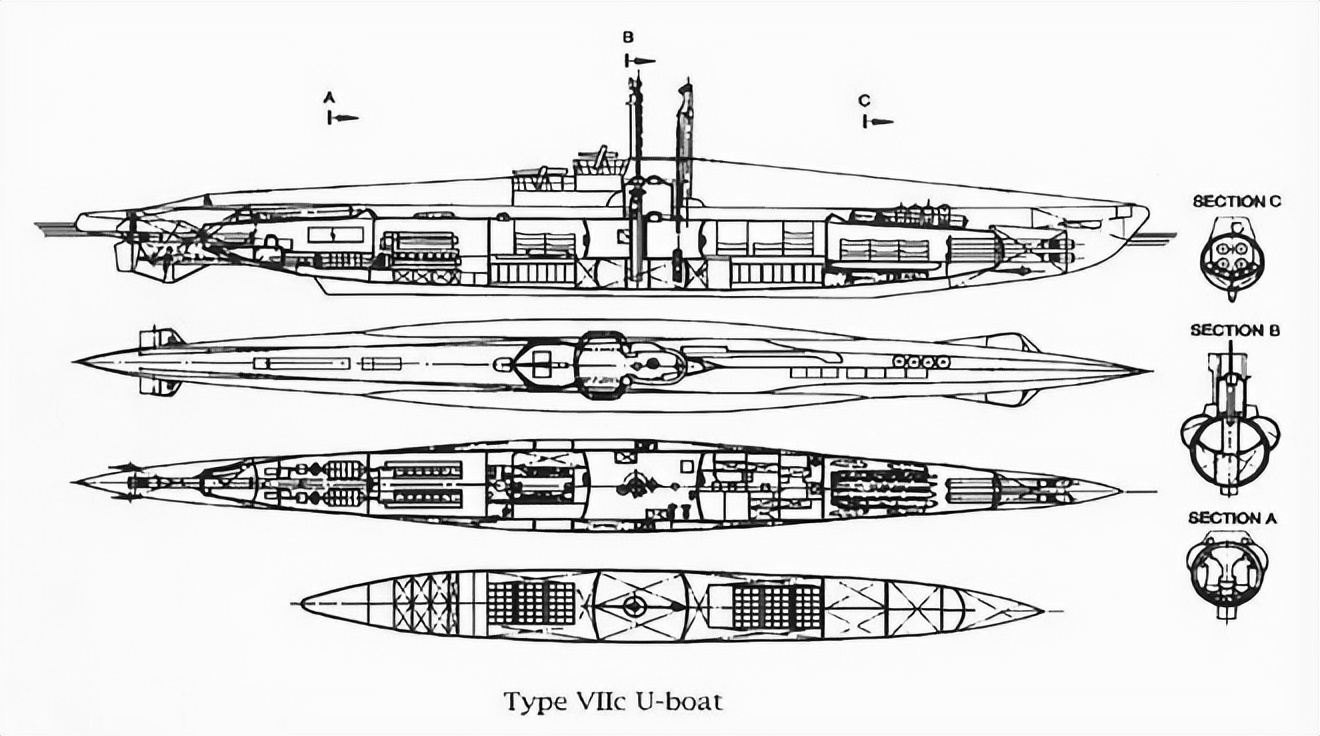
Sơ đồ các mặt cắt một tàu ngầm Type VIIC

Phân lớp VIIC của Tàu ngầm Type VII là một phiên bản VIIB được kéo dài thêm. Chúng có trọng lượng choán nước 769 t (757 tấn Anh) khi nổi và 871 t (857 tấn Anh) khi lặn). Con tàu có chiều dài chung 67,10 m (220 ft 2 in), lớp vỏ trong chịu áp lực dài 50,50 m (165 ft 8 in), mạn tàu rộng 6,20 m (20 ft 4 in), chiều cao 9,60 m (31 ft 6 in) và mớn nước 4,74 m (15 ft 7 in).
Chúng trang bị hai động cơ diesel Germaniawerft F46 siêu tăng áp 6-xy lanh 4 thì, tổng công suất 2.800–3.200 PS (2.100–2.400 kW; 2.800–3.200 bhp), dẫn động hai trục chân vịt đường kính 1,23 m (4,0 ft), cho phép đạt tốc độ tối đa 17,7 kn (32,8 km/h), và tầm hoạt động tối đa 8.500 nmi (15.700 km) khi đi tốc độ đường trường 10 kn (19 km/h). Khi đi ngầm dưới nước, chúng sử dụng hai động cơ/máy phát điện Garbe, Lahmeyer & Co. RP 137/c  tổng công suất 750 PS (550 kW; 740 shp). Tốc độ tối đa khi lặn là 7,6 kn (14,1 km/h), và tầm hoạt động 80 nmi (150 km) ở tốc độ 4 kn (7,4 km/h). Con tàu có khả năng lặn sâu đến 230 m (750 ft).
Vũ khí trang bị có năm ống phóng ngư lôi 53,3 cm (21 in), bao gồm bốn ống trước mũi và một ống phía đuôi, và mang theo tổng cộng 14 quả ngư lôi, hoặc tối đa 22 quả thủy lôi TMA, hoặc 33 quả TMB. Tàu ngầm Type VIIC bố trí một hải pháo 8,8 cm SK C/35 cùng một pháo phòng không 2 cm (0,79 in) trên boong tàu. Thủy thủ đoàn bao gồm 4 sĩ quan và 40-56 thủy thủ.

### Chế tạo
U-378 được đặt hàng vào ngày 16 tháng 10, 1939, và được đặt lườn tại xưởng tàu của hãng Howaldtswerke ở Kiel vào ngày 3 tháng 5, 1940. Nó được hạ thủy vào ngày 13 tháng 9, 1941, và nhập biên chế cùng Hải quân Đức Quốc Xã vào ngày 30 tháng 10, 1941 dưới quyền chỉ huy của Hạm trưởng, Đại úy Hải quân Alfred Hoschatt.

## Lịch sử hoạt động

### 1942

#### Chuyến tuần tra thứ nhất
U-378 xuất phát từ Kiel vào ngày 11 tháng 3, 1942 và đi đến Heligoland ở Bắc Hải vào ngày hôm sau. Nó khởi hành vào ngày 15 tháng 3 cho chuyến tuần tra đầu tiên trong chiến tranh, hướng lên phía Bắc dọc theo bờ biển Na Uy để hoạt động trong khu vực biển Barents. Vào ngày 29 tháng 3, ở vị trí về phía Đông Bắc mũi North, Na Uy, chiếc tàu ngầm đụng độ với tàu khu trục Anh HMS Fury, vốn đang hộ tống cho tàu tuần dương hạng nhẹ HMS Trinidad bị hư hại rút lui. Fury tìm cách húc U-378, nhưng chiếc tàu ngầm né tránh được. Fury tiếp tục tấn công, nhưng chỉ thả được ba quả mìn sâu, do thời tiết băng giá khiến máy phóng mìn không hoạt động, và chiếc U-boat thoát được mà không bị hư hại. Kết thúc chuyến tuần tra, U-378 đi đến cảng Kirkenes ở phía cực Bắc Na Uy vào ngày 1 tháng 4.

#### Chuyến tuần tra thứ hai và thứ ba
Từ căn cứ Kirkenes, U-378 thực hiện liên tiếp hai chuyến tuần tra, từ ngày 7 đến ngày 20 tháng 4 và từ ngày 29 tháng 4 đến ngày 12 tháng 5, để hoạt động trong biển Na Uy về phía Nam đảo Bear, nhưng không đánh chìm được mục tiêu nào. Sau đó, chiếc tàu ngầm di chuyển đến cảng Trondhelm, Na Uy vào giữa tháng 5.

#### Chuyến tuần tra thứ tư và thứ năm
U-378 xuất phát từ Trondhelm vào ngày 12 tháng 9 cho chuyến tuần tra thứ tư, và đã hoạt động trong biển Barents cho đến tận phía Tây quần đảo Navaya Zemlya, và kết thúc chuyến tuần tra tại Skjomenfjord vào ngày 26 tháng 9. Sau đó con tàu quay trở lại Trondhelm vào giữa tháng 10.
Sang đầu tháng 11, chiếc U-boat lại di chuyển từ Trondhelm đến Skjomenfjord, rồi khởi hành từ đây vào ngày 11 tháng 11 cho chuyến tuần tra tiếp theo để hoạt động trong biển Na Uy tại khu vực phụ cận đảo Bear. Nó kết thúc chuyến tuần tra tại cảng Narvik, Na Uy vào ngày 17 tháng 12. Sau đó vào cuối tháng 12, con tàu di chuyển đến cảng Trondhelm. 

### 1943

#### Chuyến tuần tra thứ sáu
Vào đầu tháng 3, 1943, U-378 di chuyển từ Trondhelm đến Hammefest, Na Uy, rồi xuất phát từ đây vào ngày 15 tháng 3 cho chuyến tuần tra thứ sáu, để hoạt động trong biển Na Uy về phía Đông Bắc Iceland. Nó kết thúc chuyến tuần tra tại Trondhelm vào ngày 1 tháng 4.

#### Chuyến tuần tra thứ bảy
U-377 rời Trondhelm vào ngày 12 tháng 4 cho chuyến tuần tra thứ bảy với nhiệm vụ chuyển sang hoạt động tại khu vực Trung tâm Bắc Đại Tây Dương. Nó băng qua khe GI-UK giữa quần đảo Faroe và Iceland để vòng qua quần đảo Anh, và tiến ra vùng biển Bắc Đại Tây Dương về phía Đông Newfoundland. Chiếc U-boat kết thúc chuyến tuần tra khi đi đến La Pallice tại La Rochelle bên bờ biển Đại Tây Dương của Pháp vào ngày 4 tháng 6.

#### Chuyến tuần tra thứ tám – Bị mất
U-378 khởi hành từ cảng La Pallice vào ngày 6 tháng 9 cho chuyến tuần tra thứ tám, cũng là chuyến cuối cùng, để hoạt động tại khu vực giữa Bắc Đại Tây Dương. Tại đây vào ngày 8 tháng 10, nó tấn công Đoàn tàu SC-143, và một quả ngư lôi G7es (T5) dò âm đã đánh trúng tàu khu trục Ba Lan ORP Orkan trong thành phần hộ tống của đoàn tàu lúc 07 giờ 05 phút. Chiếc tàu khu trục đắm chỉ trong vòng năm phút, tại tọa độ 56°30′B 26°26′T / 56,5°B 26,433°T; hạm trưởng, 10 sĩ quan, 166 thủy thủ Ba Lan cùng bảy thủy thủ Anh đã tử trận cùng con tàu. 43 người sống sót được tàu khu trục Anh HMS Musketeer cứu vớt.
Vào ngày 13 tháng 10, U-378 bị một máy bay ném bom-ngư lôi TBF Avenger tấn công với một quả ngư lôi dẫn đường FIDO Mark 24 được thả xuống, nhưng đã không trúng đích. Đến ngày 20 tháng 10, chiếc tàu ngầm bị một chiếc TBF Avenger phối hợp cùng một máy bay tiêm kích F4F Wildcat, cùng xuất phát từ tàu sân bay hộ tống Hoa Kỳ USS Core tấn công. Mìn sâu từ máy bay thả xuống đã đánh chìm U-378 giữa Đại Tây Dương, tại tọa độ 47°40′B 28°27′T / 47,667°B 28,45°T; toàn bộ 48 thành viên thủy thủ đoàn của nó đều tử trận.

### "Bầy sói" tham gia
U-378 từng tham gia 16 bầy sói:
- Zieten (23 – 29 tháng 3, 1942)
- Eiswolf (29 – 31 tháng 3, 1942)
- Robbenschlag (7 – 14 tháng 4, 1942)
- Blutrausch (15 – 19 tháng 4, 1942)
- Strauchritter (29 tháng 4 – 5 tháng 5, 1942)
- Trägertod (19 – 22 tháng 9, 1942)
- Boreas (19 tháng 11 – 9 tháng 12, 1942)
- Eisbär (27 – 30 tháng 3, 1943)
- Meise (25 – 27 tháng 4, 1943)
- Star (27 tháng 4 – 4 tháng 5, 1943)
- Fink (4 – 6 tháng 5, 1943)
- Naab (12 – 15 tháng 5, 1943)
- Donau 2 (15 – 19 tháng 5, 1943)
- Mosel (19 – 24 tháng 5, 1943)
- Leuthen (15 – 24 tháng 9, 1943)
- Rossbach (24 tháng 9 – 9 tháng 10, 1943)

### Tóm tắt chiến công
U-378 đã đánh chìm được một tàu chiến tải trọng 1.920 tấn:
| Ngày             | Tên tàu   | Quốc tịch       | Tải trọng | Số phận      |
| ---------------- | --------- | --------------- | --------- | ------------ |
| 8 tháng 10, 1943 | ORP Orkan | Hải quân Ba Lan | 1.920     | Bị Đánh chìm |